# 聖埃默蘭宮

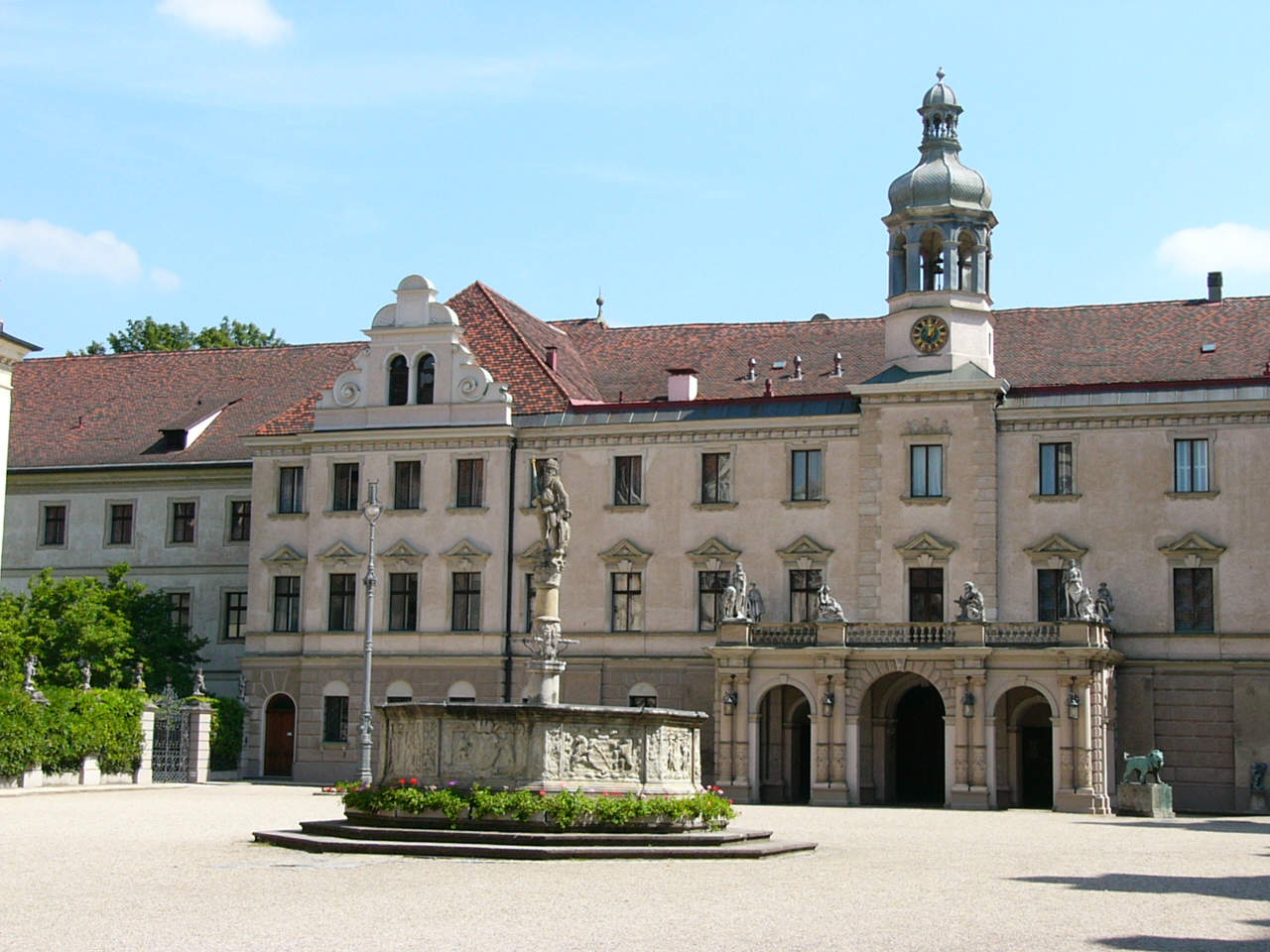

聖埃默蘭宮（德語：Schloss St. Emmeram）是位於德國巴伐利亞州的雷根斯堡的一座宮殿建築。二戰期間這裡曾設有國防軍司令部。

## 外部連結
- Thurn und Taxis Museen （页面存档备份，存于）
- Thurn und Taxis Schlossfestspiele （页面存档备份，存于）

49°00′54″N 12°05′34″E / 49.014892°N 12.092827°E